# Angela Hauck
Angela Hauck (nacida como Angela Stahnke, Berlín Oriental, RDA, 2 de agosto de 1965) es una deportista alemana que compitió para la RDA en patinaje de velocidad sobre hielo.
Ganó tres medallas en el Campeonato Mundial de Patinaje de Velocidad sobre Hielo en Distancia Corta entre los años 1985 y 1994. Participó en tres Juegos Olímpicos de Invierno, entre los años 1988 y 1994, ocupando el cuarto lugar en Calgary 1988 y el octavo en Albertville 1992, en la distancia de 500 m.

## Palmarés internacional
| Representando a la RDA                |                           |                  |                       |
| Campeonato Mundial en Distancia Corta |                           |                  |                       |
| Año                                   | Lugar                     | Medalla          | Prueba                |
| 1985                                  | Heerenveen (Países Bajos) | Medalla de plata | Clasificación general |
| 1990                                  | Tromsø (Noruega)          | Medalla de oro   | Clasificación general |
| Representando a Alemania              |                           |                  |                       |
| Campeonato Mundial en Distancia Corta |                           |                  |                       |
| Año                                   | Lugar                     | Medalla          | Prueba                |
| 1994                                  | Calgary (Canadá)          | Medalla de plata | Clasificación general |